# Bezanozano (langue)
Pour les articles homonymes, voir Bezanozano.
Le bezanozano est un dialecte du malgache, une langue austronésienne, parlée à Madagascar par les Bezanozano. 
La région où le bezanozano est parlé est située à l'est de la capitale Tananarive.